# Novotroitsk

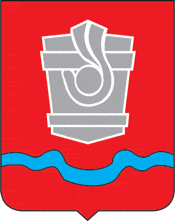
Stadens vapen.

Novotroitsk (ryska Новотро́ицк) är den tredje största staden i Orenburg oblast, Ryssland, och har cirka 90 000 invånare. 

## Stadens administrativa område
Novotroitsk administrerar även områden utanför själva centralorten. 
| Stad/Ort     | Invånarantal 9 oktober 2002 | Invånarantal 14 oktober 2010 | Invånarantal 1 januari 2015 |
| ------------ | --------------------------- | ---------------------------- | --------------------------- |
| Novotroitsk  | 106 315                     | 98 173                       | 91 640                      |
| Akkermanovka | 1 271                       | Ingen uppgift                | Ingen uppgift               |
| Novorudnyj   | 1 941                       | Ingen uppgift                | Ingen uppgift               |
| Landsbygd    | 4 050                       | 7 194                        | 7 115                       |
| TOTALT       | 113 577                     | 105 367                      | 98 755                      |

Akkermanovka och Novorudnyj räknas numera som landsbygd.